# نيمير عبد العزيز
نيمير عبد العزيز (مواليد 5 فبراير 1992) هو لاعب كرة طائرة هولندي يلعب في نادي بيكان.

## روابط خارجية
- نيمير عبد العزيز على موقع الاتحاد الأوروبي (الإنجليزية)
- نيمير عبد العزيز على موقع عالم الكرة الطائرة (الإنجليزية)
- نيمير عبد العزيز على موقع دوري الدرجة الأولى الإيطالي للكرة الطائرة - رجال (الإيطالية)